# Brandt Snedeker
Brandt Snedeker, né le 8 décembre 1980 à Nashville, est un golfeur américain. En 2007, il a été nommé rookie du PGA Tour.

## Biographie
Après avoir remporté un tournoi amateur, « U.S. Amateur Public Links », alors qu'il étudie à l'université Vanderbilt, il passe professionnel en 2004.
Durant ses premières années de professionnel, il évolue sur le Nationwide Tour, circuit où il remporte deux tournois en 2006. À l'issue de cette saison, il parvient à se qualifier pour le circuit américain.
Sa performance lors du premier tour du Buick Invitational, il égale le record du parcours, le fait très tôt remarquer. Au soir du deuxième tour, il mène le tournoi avec trois coups d'avance sur ses poursuivants, mais un score de 74 lors du troisième tour lui coûte la victoire. Il termine finalement à la troisième place.
Après avoir réussi à franchir huit cut successifs en début de saison, il obtient une 12e place sur l'un des tournois les plus réputés du circuit, le PLAYERS Championship. En juin, il passe la barre du 1 000 000 de $ de gains en juin puis partage le 23e rang de l'US Open et enfin entre dans le Top 100 du Official World Golf Ranking.
Il obtient une 18e place pour sa première participation de l'USPGA. La semaine suivante, il remporte son premier titre, lors du Wyndham Championship. Ces performances lui permettent de disputer les playoffs de la FedEx. Avec un cut manqué puis des places de 47e, 14e et 29e, lors des quatre tournois de ce playoff, il termine finalement à la 20e place du classement des gains.
Grâce à ses performances sur la saison, une victoire, une troisième place, six Top 10, franchissant à 23 reprises le cut sur les 29 tournois disputés, il obtient ainsi le titre de rookie du PGA Tour.
Durant la saison suivante, il termine à la troisième place du Masters puis à la neuvième du second majeur de la saison, l'US Open. Sa saison se conclut par 19 cut franchis, une troisième place, cinq Top 10, pour une place finale de 34e.
Pour la 39e Ryder Cup 2012 qui a eu lieu sur le parcours du Medinah Country Club de Chicago, dans le premier ‘Foursomes’ du vendredi matin, Brandt Snedeker est associé à Jim Furyk face à la paire nord-irlandaise Rory McIlroy / Graeme McDowell, où les européens l’emportent 1up.
Pour le ‘Foursomes’ du samedi matin, la même paire américaine gagne 1up contre la même paire européenne. Avant les duels, il apporte donc 1 point au team US.
Dans les simples du dimanche, le capitaine Davis Love III programme Brandt dans la cinquième rencontre face à l’écossais Paul Lawrie, mais la défaite 5&3 sera au rendez-vous et donnera 1 nouveau point pour l’Europe.
Son total 2012 sera donc : 3 matches, 1 victoire, 2 défaites.